# Labium clavicorne
Labium clavicorne là một loài tò vò trong họ Ichneumonidae.